# Ablakon
Ablakon là một bộ phim chính kịch phát hành năm 1984 của đạo diễn Roger Gnoan M'Bala.

## Nội dung
Bộ phim kể về một thành phố với những vấn đề của nó. Một nhóm trẻ em đường phố sống nhờ vào những người vượt biên và quản lý một cách kiêu hãnh; cảnh sát truy đuổi chúng cả ngày lẫn đêm. Họ năng động, tháo vát và tràn đầy sức sống. Ho bị cha mẹ và thế giới nói chung từ chối, bởi vậy, họ cảm thấy rất đoàn kết. Ablakon là một nhân vật khác, là một kẻ du côn trưởng thành và một kẻ lừa đảo, thể hiện tư thế của một doanh nhân thành đạt, anh ta đã lừa dối một số người, vì vậy anh ta trở về làng cùng với một đồng phạm để thuyết phục những người cả tin về sự hấp dẫn của cuộc sống thành phố. Lóa mắt trước hành vi ngông cuồng của anh ta, một số thanh niên đã theo dõi anh ta. Nhưng họ sẽ nhanh chóng hiểu ra sai lầm của mình.

## Liên hoan phim
- Liên hoan phim Milan (1997)
- Liên hoan phim Venice (1985)

## Giải thưởng
- Giải cho nam diễn viên chính xuất sắc nhất - Liên hoan phim và truyền hình Panafrican của Ouagadougou, Burkina Faso (1985)